# Гонсало Нуньес де Лара (ум. после 1230)
Гонсало Нуньес де Лара (исп. Gonzalo Núñez de Lara; ок. 1165 — ок. 1228) — крупный леонско-кастильский аристократ и военный деятель из дома Лара. Сын графа Нуньо Переса де Лары и Терезы Фернандес де Трабы. В отличие от своих старших братьев, Фернандо и Альваро, с которыми он участвовал в битве при Лас-Нава-де-Толосе (1212), большую часть его жизни проходила в Королевстве Леон.

## Семейное происхождение
Он родится во втором десятилетии во второй половине XII века. Впервые упоминается в начале 1180 года, подтверждая королевские дипломы своего отчима короля Фердинанда II. Он был третьим сыном графа Нуньо Переса де Лары, который скончался при взятии Куэнки в 1177 году, и Терезы Фернандес де Трабы. Гонсало, таким образом, был правнуком своего тезки Гонсало Нуньеса, первого достоверного представителя рода Лара.
Его мать, Тереза Фернандес де Траба (? — 1180), была внебрачной дочерью графа Фернандо Переса (ок. 1090—1155) из могущественного галисийского дома Траба и Терезы Альфонсо (1080—1130), незаконнорожденной дочери короля Леона Альфонсо VI и Химены Муньос. До поддержания отношений с графом Гонсало Нуньесом, Тереза Альфонсо вышла замуж за графа Генриха Бургундского и была матерью первого короля Португалии, Альфонсо Энрикеша. После смерти Нуньо Переса де Лары Тереза Фернандес де Траба вначале стала любовницей, а затем второй женой короля Леона Фердинанда II. По этой причине король Леона стал отчимом детей от первого брака Терезы, графов Фернандо, Альваро, Гонсало Нуньеса де Лары и их сестер, которые были воспитаны при дворе Леона.
Его старший брат, граф Фернандо, был альфересом (знаменосцем) короля Кастилии Альфонсо VIII и владельцем феодов Астуриас-де-Сантильяна, Агилар-де-Кампоо и Эррера. Еще при жизни своего отца или после его смерти король передал во владение Фернандо де Ларе поместья Убьерна, Кастилья-ла-Вьеха, Ла-Буреба и Куэнка. Фернандо поссорился с королем Кастилии Фердинандом III и укрылся в Марракеше, где он скончался в 1220 году. Другой брат, Альваро, также граф, был королевским альфересом (знаменосцем) и опекуном короля Кастилии Энрике I и одним из самых могущественных магнатов своего времени.

## Биография
Гонсало Нуньес де Лара был больше связан с Королевством Леона и Галисией, где находились его родственники по материнской линии, дом Траба. Он осуществлял управление несколькими поместьями, Альба-де-Тормес с 1180 года, а затем, в 1195—1211 годах, ему принадлежали Саррия, Монтенегро, Астурия, Лемос, Трастамара, Лимия и Монтерросо, а также Агилар-де-Кампоо с 1196 года.
Отношения между Гонсало Нуньесом де Ларой и королем Леона Альфонсо IX стали ухудшаться, когда король назначил Педро Фернандеса де Кастро своим старшим майордомом, и последний убедил короля вступить в союз с Альмохадами против королевства Кастилия, что привело к отлучению обоих от церкви папой римским Селестином III, который призвал христиан поднять восстание против короля Леона и освободил их от всякого послушания и верности своему королю. Братья Гонсало де Лары оставались верны королю Кастилии Альфонсо VIII. Несколько леонских магнатов в результате произошедшего отправились ко двору кастильского короля. В апреле 1197 года король Леона Альфонсо IX и его майордом организовали еще один набег на кастильские земли при поддержке Альмохадов, но кастильско-арагонские войска справились с ним, хотя позже два христианских королевства заключили мирный договор, и кастильцы подписали мир с Альмохадами.
Гонсало Нуньес де Лара вернулся в Леон и уже к сентябрю 1197 года правил Астурией, возможно, потому, что многие астурийские земли были переданы королем Альфонсо IX своей супруге, королеве Беренгарии Кастильской в задаток, и королева, возможно, уступила управление своим кастильским вассалам.
16 июня 1212 года Гонсало Нуньес де Лара вместе со своими братьями Альваро и Фернандо участвовал в битве при Лас-Нава-де-Толосе.
Вскоре король Леона Альфонсо IX начал военные действия против короля Кастилии Альфонсо VIII, чтобы заставить последнего вернуть Леону некоторые спорные места, которые он ранее захватил. При посредничестве сеньора Бискайи короли Леона и Кастилии заключили мирный договор. Гонсало Нуньес де Лара вернулся в Леон и находился в Галисии, когда король Кастилии Альфонсо VIII скончался в 1214 году.
После смерти короля Кастилии Альфонсо VIII на королевский престол вступил его малолетний сын Энрике I (1214—1217). В Кастилии началась борьба за регентство при малолетнем короле. Дом Лара во главе с Альваро Нуньесом, братом Гонсало, выступил против новой регентши Беренгарии Кастильской, брак которой с королем Леона Альфонсо IX был аннулирован в 1204 году. Под давлением сторонников партии Лары Беренгария вынуждены была отказаться от должности регентши. Опекуном юного короля Энрике I и регентом королевства стал Альваро Нуньес де Лара (ок. 1170—1218). К январю 1215 года Гонсало был при дворе нового кастильского короля Энрике I, и именно в это время его брат Альваро Нуньес де Лара, опекун короля, пожаловал Гонсало графское достоинство. Он играл активную роль при кастильском дворе и вмешивался в заключение договора в Торо 1216 года. Когда началась война в Кастилии его брат Альваро Нуньес де Лара, регент королевства, послал Гонсало в Миранда-де-Эбро, чтобы сражаться против Лопе Диаса де Аро, но война так и началась из-за посредничества духовенства. В награду Альваро Гонсалес де Лара убедил кастильского короля Энрике передать Гонсало замок Граньон с окрестными землями.
Гонсало Нуньес де Лара оставался в Кастилии до смерти короля Энрике I в 1217 году. Дом Лара выступал против Беренгарии и нового короля Фердинанда III, который попытался конфисковать у сыновей Нуньо Переса де Лары замки Белорадо и Нахера. Но король Кастилии не смог захватить эти замки, занимаемые Гонсало Нуньесом. Видя, что духовенство и дворянство перешли на сторону Беренгарии и её сына Фердинанда III Кастильского, братья Лара оказали сопротивление, но как только граф Альваро де Лара был взят в плен, его братья Фернандо и Гонсало Нуньес де Лара капитулировали.

## Смерть
Согласно De rebus Hispaniae, написанной Родриго Хименесом де Радой, граф Гонсало Нуньес де Лара скончался в 1222 году в Баэне.
Однако Гонсало Нуньес упоминается в нескольких документах после 1222 года, что противоречит версии Родриго Хименеса де Рады. В июне 1224 года он подтвердил несколько кастильских дипломов, и, возможно, когда он был в Баэне, он заболел и попросил похоронить в Сеиносе-де-Кампос, но выздоровел и вернулся в христианские королевства. В следующем году вместе со своей женой Марией и детьми Диего и Нуньо он сделал пожертвование монастырю Сан-Андрес-де-Арройо, а в 1227 году он и его жена продали недвижимость в Сиснеросе аббатству Санта-Мария-де-Беневивере, что указывает на то, что он умер не в Баэне, а в кастильско-леонских землях.

## Браки и потомство
Согласно документу монастыря Санта-Мария-де-Собрадо от декабря 1201 года, Гонсало Нуньес де Лара вступил в первый брак с Хименой Мелендес, галисийской дворянкой, возможно, сестрой Нуньо Мелендеса, первого мужа королевы Урраки Лопес де Аро. Его второй брак был с Марией Диас де Аро, дочерью сеньора Бискайского графа Диего Лопеса II де Аро и его второй жены Тоды Перес де Азагра. После смерти мужа Мария ушла в монастырь Сан-Андрес-де-Арройо, где, став послушницей, она сменила свою тетю Менсию Лопес-де-Аро в качестве настоятельницы. Дети Гонсало от второго брака:
- Нуньо Гонсалес де Лара (? — 1275), по прозвищу — Эль Буэно (Добрый), сеньор дома Лара, участвовал в завоевании Севильи и других андалузских земель под руководством Фердинанда III. Супруг Терезы Альфонсо де Леон, внебрачной дочери короля Леона Альфонсо IX
- Диего Гонсалес де Лара, упоминается в документах в 1235—1239 годах
- Фернандо Гонсалес де Лара
- Тереза Гонсалес де Лара (1220—1246), вторая жена инфанта Альфонсо де Молины и мать Хуаны Альфонсо де Молины, которая вышла замуж в 1269 году за Лопе Диаса III де Аро.